# Jackson Bond
Jackson Bond (* 3. April 1996 in Lino Lakes, Minnesota) ist ein US-amerikanischer Schauspieler. Bekannt wurde er durch den Film Invasion.

## Leben
Jackson Bond wurde 1996 in Minnesota geboren. Seine erste Gastrolle hatte er 2006 in einer Folge von CSI: Miami. Mit neun Jahren absolvierte er seine erste Hauptrolle an der Seite von Nicole Kidman als Oliver Bennell im Film Invasion. Im selben Jahr spielte er Dylan Kennison in der Comedy-Serie In Case of Emergency. Es folgten weitere Filmauftritte in Killer Movie sowie Into Temptation. Im 2011 erscheinenden Film The Return of Captain Kidd spielt er die Rolle des Jesse.

## Filmografie
- 2006: CSI: Miami als Danny Sommers
- 2007: In Case of Emergency als Dylan Kennison
- 2007: Invasion als Oliver Bennell
- 2008: Killer Movie als Connor
- 2009: Into Temptation als Danny Boyle
- 2012: Memorial Day
- 2017: Wilson – Der Weltverbesserer (Wilson)